# Carmen Jordá
Carmen Jordá Buades (Alcoy, Alicante, España; 28 de mayo de 1988) es una modelo y piloto de automovilismo española, hija del expiloto José Miguel Jordá. Compitió durante tres temporadas en la GP3 Series y fue piloto de desarrollo del equipo de Fórmula 1 Lotus-Renault, además de haber participado en multitud de campeonatos.

## Carrera deportiva

### Inicios
Hija del también piloto José Miguel Jordá, comenzó a competir en karts con 10 años. A los 12 años se clasificó tercera en la categoría Yamaha del Campeonato de la Comunidad Valenciana, y a los 13 años queda séptima en el Campeonato Nacional. En 2005 y 2006 compite en la Master Junior Fórmula, quedando en la séptima posición en ambos años.

### Fórmula 3
En 2006 tuvo su primer contacto con el Campeonato de España de Fórmula 3 compitiendo en la ronda del circuito Ricardo Tormo como piloto invitada. En 2007, con el equipo Meycom, terminó en la cuarta posición de la clase Copa (chasis Dallara F300 del año 2000) con tres podios, siendo una de las seis pilotos de la clase que disputó todas las rondas.
Jordá repitió en la misma categoría en la temporada 2008, esta vez con Campos F3 Racing en un F306, y quedó en la octava posición en la clase Copa, con dos cuartos puestos como mejor resultado. Jordá sumó su único punto de la temporada en Jerez.
En la temporada 2009 del reformado European F3 Open, Jordá fichó por el equipo GTA Motor Competición, con quienes corrió la primera parte de la temporada, de nuevo en la clase Copa. Tras el cierre del equipo en verano, Jordá regresó a Campos F3 Racing, obtuvo dos podios en su categoría y terminó sexta en la general. En la segunda carrera de Magny-Cours, logró el mejor resultado de su carrera hasta ese momento, siendo novena absoluta y segunda en la clase Copa.

### Le Mans Series
A mediados de 2009, Jordá debutó en las Le Mans Series con el Lucchini LMP2 del equipo Q8 Oils Hache Team, junto al subcampeón del mundo de motociclismo de 250cc Fonsi Nieto y Máximo Cortés, campeón de la F3 española en 2007, disputando tres pruebas. No obstante, los problemas mecánicos fueron una constante, en especial en el palier, que se rompió hasta en tres ocasiones. El equipo no logró terminar en Portimao y Nürburgring, y contaron como "no clasificados" al terminar a 60 vueltas del vencedor en Silverstone.

### Indy Lights
En 2010, Carmen Jordá viajó a Estados Unidos para competir en la Indy Lights, la principal categoría de formación de la IndyCar, con el equipo Andersen Racing. En su debut en el circuito urbano de St. Petersburg, Jordá calificó a 2.5 segundos de la pole de James Hinchcliffe, y terminó una lluviosa carrera en undécimo lugar a dos vueltas del vencedor Jean-Karl Vernay, tras una salida de pista. En el siguiente fin de semana en Barber, abandonó tras una salida de pista en la segunda vuelta, después de haber sufrido un virus intestinal y clasificar penúltima a 3.5 segundos de la pole. 
En una carrera con numerosos accidentes, Jordá, que había clasificado a casi cuatro segundos de la pole, obtuvo su primer top 10 en el prestigioso circuito urbano de Long Beach (terminaron 11 coches). La siguiente prueba, la Freedom 100 en Indianápolis, iba a ser su primera carrera en óvalo, pero, tras tomar parte en los entrenamientos libres, Andersen Racing optó por apartarla del evento antes de la clasificación, alegando retraso en un patrocinio previsto.
Tras perderse las citas de Iowa y Watkins Glen, Jordá regresó al coche en las carreras canadienses, aunque los resultados tampoco fueron buenos: en Toronto clasificó última a 3.6 segundos de la pole y abandonó por un trompo, y en Edmonton, tras repetir última posición en parrilla a 2.9 segundos de la pole, sufrió un problema en el embrague antes de empezar la carrera, perdiendo cuatro vueltas, antes de tener que abandonar por una rotura de la transmisión. Su equipo prescindió de sus servicios tras esta cita, siendo sustituida por el brasileño Giancarlo Vilarinho.

### Lamborghini Super trofeo Series
En 2011 compitió como invitada en este torneo compartiendo coche con Dominik Hasek en el equipo Gravity Charouz Racing.

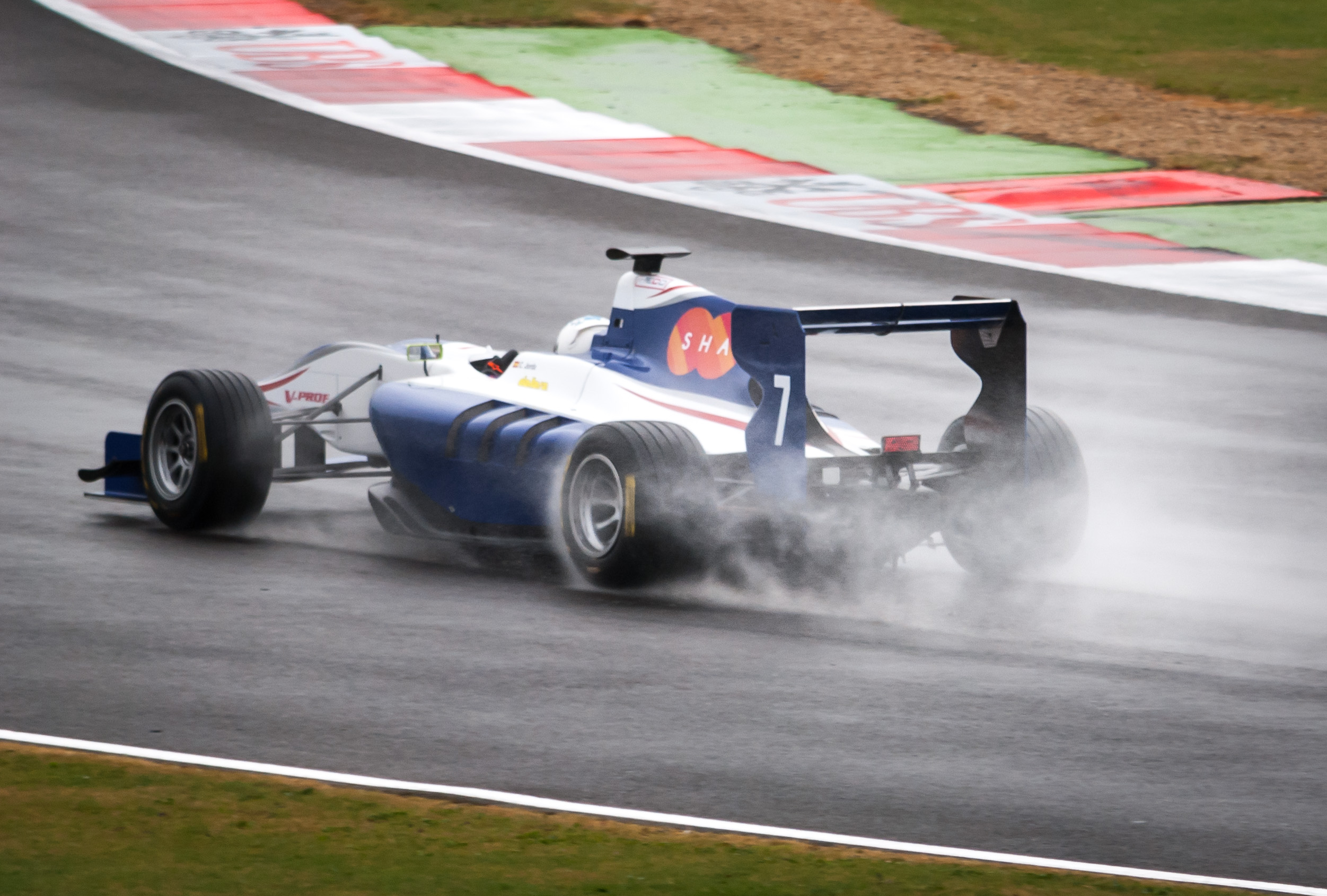
Jordá en la GP3 Series, año 2014.

### GP3 Series
En 2012 pasó a formar parte del equipo Ocean Racing Technology de GP3 Series, donde finalizó 28.ª en la clasificación, con un decimotercer puesto en su mejor carrera. En la cita de Silverstone, con lluvia en la clasificación, Carmen no llegó al 107 % del tiempo reglamentario para poder competir en las carreras.
En 2013 compitió con Bamboo Engineering y quedó en la 30.ª posición de la clasificación. En la carrera larga de Nürburgring le fue mostrada la bandera negra en carrera por saltarse la chicane NGK a propósito sin levantar el pie.
Durante la temporada de 2014, en el circuito belga de Spa, Carmen rodaba a más de treinta segundos del penúltimo piloto y decidió retirarse poco antes de ser doblada. Su escudería Koiranen GP decidió bajarla del coche; su sustituto Dean Stoneman logró una pole, una victoria y tres podios en las últimas cuatro carreras con el mismo monoplaza.

### F1 y Renault
El 26 de febrero de 2015 se convirtió en piloto de desarrollo del equipo Lotus F1 Team, con el cometido de trabajar con el simulador que el equipo tiene en su base de Enstone (Inglaterra). En 2016 fue renovada por la escudería en el campeonato Renault Sport Trophy, dentro de la misma categoría.

## Críticas del paddock

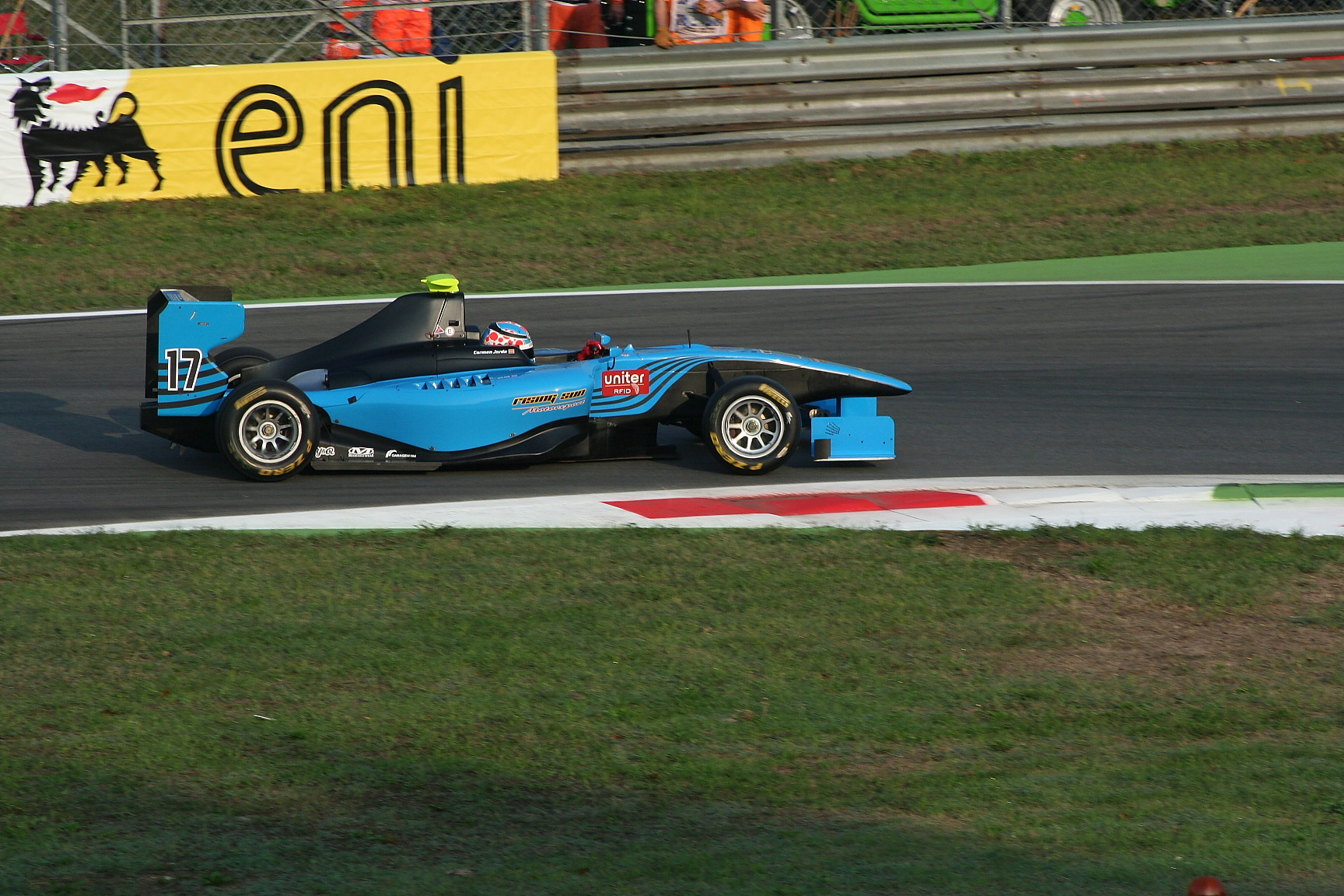
Carmen Jordá en la temporada 2012 de GP3 Series

En 2012, dos rondas después de no lograr calificar para las carreras de Silverstone, recibió críticas de los pilotos de GP3 Conor Daly y Tom Dillmann en la red social Twitter, quienes se quejaron del rendimiento de Carmen.
Al desembarcar en la Fórmula 1 como piloto de desarrollo y por lo tanto al convertirse en una cabeza visible, la expiloto de rallyes y directora de la Comisión de Mujeres y Deportes Motorizados de la FIA, Michèle Mouton, consideró que se debía a razones de marketing, citando a Simona de Silvestro, Danica Patrick, Susie Wolff o incluso Beitske Visser como otros ejemplos de pilotos féminas con mejores méritos. En una entrevista con Motorsport.com, Jordá habló de su sorpresa ante las críticas de Michèle Mouton y de su ambición de invitarla a una carrera de F1 para poder entender mejor cuáles eran sus planes para Lotus. Escribiendo para Vice, James Newbold opinó que la firma de Jordá había sido un mensaje equivocado, sugiriendo que consiguió el puesto basándose en su aspecto en lugar de sus actuaciones en GP3. El (por aquel entonces) director ejecutivo de la Fórmula 1 Bernie Ecclestone, defendió el nombramiento de Jordá y la elogió, en particular, por estar "dispuesta a renunciar a lo que sea necesario". En una entrevista con Motorsport.com, habló de sus esperanzas de descubrir más talentos femeninos en el futuro, argumentando que la falta de otras mujeres compitiendo en un nivel comparable hace que las críticas a Jordá sean injustas.
En abril de 2015, Jordá se pronunció a favor de un campeonato independiente para mujeres, diciendo: "No es justo que las mujeres tengan que competir en el mismo campeonato que los hombres, porque nunca tendremos la misma oportunidad de convertirnos en campeonas del mundo, y creo que las mujeres se merecen esa oportunidad". En 2017 repitió las mismas declaraciones, convirtiéndose en una gran defensora de un campeonato independiente femenino. A pesar de las duras críticas recibidas en ese momento, en 2019 nació la W Series, una competición de monoplazas exclusiva para mujeres donde a pesar de estar inscrita para la fase de selección inicial, Carmen no se presentó.
A principios de 2016, el expiloto de pruebas de Lotus, Marco Sørensen, afirmó que había estado a doce segundos de su ritmo en carreras del simulador. Esta afirmación fue rechazada por Jordá, quien le dijo al periódico español, AS, que sus tiempos de simulación habían quedado "a un segundo" del piloto Romain Grosjean.
El 9 de diciembre de 2017 se anunció la entrada de Carmen Jordá en la Comisión de la Mujer de la FIA, por lo que fue duramente criticada otra vez por periodistas, pilotos y aficionados al motor que consideraron que su palmarés era escaso para representar a la mujer en el mundo del motor y que, de nuevo, alegaron que Carmen no ayuda a que se tome en serio a las mujeres en el automovilismo.

## Resumen de carrera
| Temporada | Categoría                                 | Equipo                  | Carreras | Victorias | Poles | VR | Podios | Puntos   | Pos.     |
| --------- | ----------------------------------------- | ----------------------- | -------- | --------- | ----- | -- | ------ | -------- | -------- |
| 2005      | Master Junior Fórmula                     | ?                       | 18       | 0         | 0     | ?  | 0      | 284      | 7.ª      |
| 2006      | Master Junior Fórmula                     | ?                       | ?        | ?         | ?     | ?  | ?      | 158      | 9.ª      |
| 2006      | Campeonato de España de F3 - Clase Copa   | Escuela Profiltek       | 2        | 0         | 0     | 0  | 0      | Invitada | Invitada |
| 2007      | Campeonato de España de F3                | Meycom                  | 16       | 0         | 0     | 0  | 0      | 0        | 20.ª     |
| 2007      | Campeonato de España de F3 - Clase Copa   | Meycom                  | 16       | 0         | 0     | 0  | 3      | 50       | 4.ª      |
| 2008      | Campeonato de España de F3                | Campos F3 Racing        | 17       | 0         | 0     | 0  | 0      | 1        | 22.ª     |
| 2008      | Campeonato de España de F3 - Clase Copa   | Campos F3 Racing        | 17       | 0         | 0     | 0  | 0      | 21       | 8.ª      |
| 2009      | European F3 Open                          | GTA Motor Competición   | 8        | 0         | 0     | 0  | 0      | 1        | 21.ª     |
| 2009      | European F3 Open                          | Campos F3 Racing        | 8        | 0         | 0     | 0  | 0      | 1        | 21.ª     |
| 2009      | European F3 Open - Clase Copa             | GTA Motor Competición   | 8        | 0         | 0     | 0  | 0      | 30       | 6.ª      |
| 2009      | European F3 Open - Clase Copa             | Campos F3 Racing        | 8        | 0         | 0     | 0  | 2      | 30       | 6.ª      |
| 2009      | Le Mans Series - LMP2                     | Q8 Oils Hache Team      | 3        | 0         | 0     | 0  | 0      | 0        | 14.ª     |
| 2010      | Firestone Indy Lights                     | Andersen Racing         | 5        | 0         | 0     | 0  | 0      | 84       | 16.ª     |
| 2011      | Lamborghini Super Trofeo Series           | Gravity-Charouz Racing  | 4        | 0         | 0     | 0  | 0      | 0        | 29.ª     |
| 2012      | GP3 Series                                | Ocean Racing Technology | 14       | 0         | 0     | 0  | 0      | 0        | 28.ª     |
| 2012–13   | MRF Challenge Fórmula 2000                | MRF Racing              | 4        | 0         | 0     | 0  | 0      | 2        | 23.ª     |
| 2013      | GP3 Series                                | Bamboo Engineering      | 16       | 0         | 0     | 0  | 0      | 0        | 30.ª     |
| 2013–14   | MRF Challenge Fórmula 2000                | MRF Racing              | 6        | 0         | 0     | 0  | 0      | 2        | 19.ª     |
| 2014      | GP3 Series                                | Koiranen GP             | 14       | 0         | 0     | 0  | 0      | 0        | 29.ª     |
| 2016      | Renault Sport Trophy - Am                 | V8 Racing               | 8        | 0         | 0     | 0  | 0      | 29       | 9.ª      |
| 2016      | Renault Sport Trophy - Endurance          | V8 Racing               | 5        | 0         | 0     | 0  | 0      | 20       | 16.ª     |
| 2018      | Trofeo Gerry Marshall                     | ?                       |          |           |       |    |        |          | 17.ª     |
| 2021      | Ultimate Cup Series - Challenge Monoplace | CMR (F3 Regional)       | 6        | 0         | 0     | 0  | 0      | 93       | 15.ª     |
| 2022      | Ultimate Cup Series - Challenge Monoplace | CMR (F3 Regional)       | 6        | 0         | 0     | 0  | 0      | 40       | 19.ª     |
| Fuente:   |                                           |                         |          |           |       |    |        |          |          |

## Resultados

### GP3 Series
(Clave) (negrita indica pole position) (cursiva indica vuelta rápida puntuable)

| Año  | Escudería               | 1   | 1   | 2   | 2   | 3   | 3   | 4   | 4   | 5   | 5   | 6   | 6   | 7   | 7   | 8   | 8   | 9   | 9   | Pos. | Puntos | Ref.   |
| ---- | ----------------------- | --- | --- | --- | --- | --- | --- | --- | --- | --- | --- | --- | --- | --- | --- | --- | --- | --- | --- | ---- | ------ | ------ |
| 2012 | Ocean Racing Technology | BAR | BAR | MON | MON | VAL | VAL | SIL | SIL | HOC | HOC | BUD | BUD | SPA | SPA | MNZ | MNZ |     |     | 28.ª | 0      | [ 31 ] |
| 2012 | Ocean Racing Technology | 20  | 21  | Ret | 21  | 13  | Ret | DNQ | DNQ | 20  | Ret | 24† | Ret | 26  | 23  | 21  | 19  |     |     | 28.ª | 0      | [ 31 ] |
| 2013 | Bamboo Engineering      | BAR | BAR | VAL | VAL | SIL | SIL | NÜR | NÜR | BUD | BUD | SPA | SPA | MNZ | MNZ | YMC | YMC |     |     | 30.ª | 0      | [ 32 ] |
| 2013 | Bamboo Engineering      | 22  | 18  | Ret | 21  | 23  | 19  | DSQ | 24  | 22  | 21  | 19  | 19  | 18  | 17  | Ret | 23  |     |     | 30.ª | 0      | [ 32 ] |
| 2014 | Koiranen GP             | BAR | BAR | SPI | SPI | SIL | SIL | HOC | HOC | BUD | BUD | SPA | SPA | MNZ | MNZ | SOC | SOC | YMC | YMC | 29.ª | 0      | [ 33 ] |
| 2014 | Koiranen GP             | Ret | Ret | 20  | 21  | 24  | 17  | Ret | 22  | 25  | 25  | 17  | Ret | 20  | 21  |     |     |     |     | 29.ª | 0      | [ 33 ] |